# Backcountry – Gnadenlose Wildnis
Backcountry – Gnadenlose Wildnis (Originaltitel: Backcountry) ist ein weitgehend auf zwei Charaktere reduzierter kanadischer Tierhorrorfilm von 2014 mit Missy Peregrym und Jeff Roop in den Hauptrollen. Der Film von Adam MacDonald nimmt für sich in Anspruch, auf einer wahren Begebenheit zu basieren, die sich im Jahr 2005 in der Wildnis von Ontario zugetragen hat. Allerdings hat die Handlung des Films nur wenig Gemeinsamkeit mit der wahren Begebenheit.

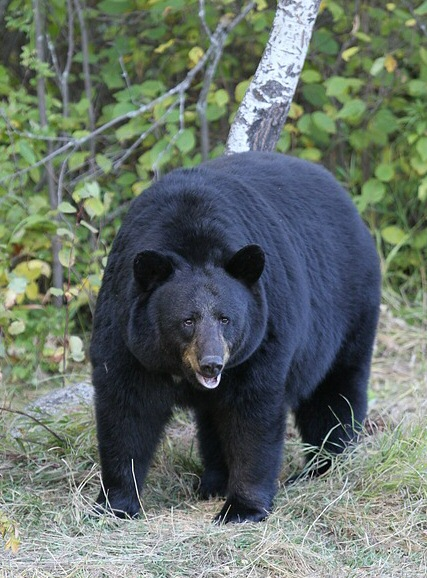
Eigentlicher Star des Films: Ein nordamerikanischer Schwarzbär

## Handlung
Alex und Jenn sind ein kanadisches Paar und wollen auf Drängen von Alex ein gemeinsames Wochenende in der Wildnis verbringen. Es soll wild-romantisch werden, da Alex, wie man im Lauf des Films erfährt, hier seiner Jenn einen Heiratsantrag machen will. Während Alex ein abenteuerlustiger Outdoor-Begeisterter ist, kann Anwältin Jenn, durch und durch Stadtkind, dieser Aktivität nicht allzu viel abgewinnen und teilt auf der Autofahrt in die freie Natur Alex’ kindliche Vorfreude nur bedingt.
Sie erreichen schließlich das Wildreservat und melden sich zunächst im Besucherzentrum der Parkverwaltung an. Auf das Angebot des Rangers, eine Wanderkarte mitzunehmen, verzichtet Alex mit dem selbstbewussten Hinweis, er kenne die Gegend in- und auswendig. Als der Ranger ihm erklärt, dass die von ihm geplante Wanderroute auf dem Blackfoot Trail gesperrt und nicht begehbar sei, reagiert Alex wütend.
Während Alex die Rucksäcke aus dem Kofferraum ihres Autos holt, versendet Jenn zu seiner Verärgerung zahlreiche Kurznachrichten über ihr Smartphone, das sie offensichtlich mehr zu interessieren scheint als die Schönheit der Landschaft. Sie verspricht Alex aber, das Blackberry ab sofort nicht mehr einzuschalten und verstaut es in einer Seitentasche ihres Rucksacks.
Das Paar nimmt sich das vorab angemietete Kanu und paddelt auf den See hinaus, um am anderen Ufer den eigentlichen Marsch durch die Natur zu beginnen. Gleich am Ufer passiert Alex ein Missgeschick, als er das an Land gezogene Kanu ungeschickt auf seinen Fuß fallen lässt und sich dabei am Zeh des rechten Fußes erheblich verletzt. Den Schmerz unterdrückend und vom Vorfall ablenkend zeigt er sich amüsiert, dass Jenn ein Anti-Bären-Spray und eine Signalfackel mitgenommen hat und sagt ihr, dass man so etwas hier nicht brauchen würde. Dennoch gibt er ihr eine Trillerpfeife, die der Ranger dem Paar als Teil eines Notfallpäckchens mitgegeben hatte.
Auf dem Weg zu dem Hochplateau, das Alex schon mehrmals erklommen hatte und von dem man einen großartigen Blick auf einen wunderschönen See haben soll, hört Jenn das eine oder andere knisternde Geräusch, das sie stets ein wenig unruhig werden lässt. Dennoch lässt sie sich von Alex überreden, komplett nackt den Sprung in einen kleinen Tümpel zu wagen, der sich nahe ihrem ersten nächtlichen Rastplatz befindet.
Während Alex im Wald für ein abendliches Lagerfeuer Holz sammelt, lernt Jenn am Rastplatz einen jungen Mann namens Brad kennen. Dieser behauptet, dass er im Wald bzw. für den Park arbeiten würde.
Als Alex mit dem Holz zurückkehrt, misstraut er dem Mann während Jenn in ihm keine Gefahr sieht; sie hatte ihn sogar bereits zum Abendessen eingeladen – zu Alex’ Entsetzen. Dennoch isst man gemeinsam die von Brad gefangenen Fische und Jenns mitgebrachten Kartoffeln. Als die Drei anschließend am Lagerfeuer sitzen, erhält Alex den Eindruck, dass Brad ein Auge auf seine zukünftige Verlobte geworfen hat und es kommt zu einem Geplänkel zwischen den Männern. Aus Verärgerung über Alex’ starker Skepsis ihm gegenüber beschließt Brad, das Paar wieder zu verlassen.
Am kommenden Morgen zieht das Liebespaar weiter. Bei einer Wegzweigung wundert sich Jenn, dass Alex den sehr viel kleineren Weg einschlägt anstatt den großen, aber sie folgt vertrauensvoll ihrem Freund. In der folgenden Nacht wird Jenn von einigen Geräuschen vor dem Zeit wach und weckt ihren Freund auf. Der beruhigt sie zunächst, wird dann aber selbst ein wenig unruhig, als die Geräusche lauter werden. Dann ist es wieder still. Am nächsten Morgen sieht man Alex’ blutgetränkte Socke vom verletzten Fuß und einige geknickte Äste, die darauf hindeuten, dass ein größeres Tier von Alex’ Blut angelockt worden sein könnte und um das Zelt herum auf Nahrungssuche war. Nun doch beunruhigt ziehen beide weiter.
An einer Stelle des Weges riecht es plötzlich stark, und das Paar geht dem Gestank nach: Jenn und Alex entdecken einen komplett ausgeweideten Hirsch, der offensichtlich von einem größeren Tier zerfetzt und gefressen wurde. Schließlich erreicht das Paar das Hochplateau. Doch oben angekommen, muss Alex entsetzt feststellen, dass er sich völlig verfranzt hat: Weit und breit sind nur Wälder, nicht aber ein einziger See zu sehen. Nun bekommt es Jenn das erste Mal mit der Angst zu tun. Irgendwo im Nirgendwo und ohne Wanderkarte, gesteht Alex seiner nach ihrem Smartphone kramenden Freundin, dass er es heimlich aus ihrer Tasche entfernt und ins Auto gelegt hatte, weil er befürchtete, dass sie auch während der Wanderung ständig damit rumhantieren würde. Erstmals ist Jenn richtig wütend auf Alex.
In der folgenden Nacht schnüffelt ein großes Tier, offensichtlich ein Bär, an ihrem Zelt, doch Jenn und Alex bemerken nichts davon. Das Paar irrt am nächsten Tag auf dem Rückweg durch die Wildnis, ohne zu wissen, wo genau es sich befindet. Unterwegs entdeckt man eine große Bärenkuhle, die erstmals eine ganz reale Gefahr aufweist. Am darauf folgenden Morgen hört Alex nun ganz eindeutige Geräusche vor dem Zelt, in dem das Paar erneut die Nacht verbracht hatte. Er zieht ein wenig den Reißverschluss des Zeltes herunter und sieht, nicht weit entfernt, einen gewaltigen Schwarzbär, der schnurstracks auf das Zelt der beiden zu trottet. Mit zittrigen Händen greift Jenn nach ihrem Anti-Bärenspray, das ihr aber sofort aus denselben gleitet, als der Bär seinen ersten Angriff startet und in das Zelt vordringt. Dabei wird Jenn am Arm verletzt und verliert Blut. Nachdem sich Alex schützend vor Jenn positioniert, verletzt das gewaltige Tier ihn schwer am Unterschenkel. Erst nachdem Jenn wieder das Spray in die Hände bekommt und auch einsetzt, weicht der Bär kurzzeitig zurück. Während Jenn versucht, Alex’ stark blutende Wunde notdürftig zu versorgen, setzt der Bär zu einem zweiten Angriff an. Das Tier zerrt Alex aus dem Zelt und zerfetzt ihn regelrecht zu Tode. Völlig fassungs- und hilflos muss Jenn mit ansehen, wie der Schwarzbär Alex’ Körper ausweidet und auffrisst. Wie im Taumel flieht Jenn im Schockzustand von dem Platz und irrt durch die Wildnis. Mehrfach wird ihr schummrig vor den Augen, und der Blutverlust schwächt sie außerdem. Die folgende Nacht verbringt Jenn aus Angst vor dem Bären auf einem Baum. Am nächsten Morgen wird sie von Geräusch eines überfliegenden Hubschraubers geweckt, von diesem aber trotz ihrer Hilfeschreie nicht entdeckt.
Eine Zeitlang glaubt Jenn, dass sie das riesige Tier hinter sich gelassen hat, da taucht der Bär an einem Wasserfall plötzlich wieder auf und verfolgt sie. Ihr Pfiff auf der Trillerpfeife irritiert den Bären nur kurz. Stark entkräftet, klettert Jenn rechts vom Wasserfall den felsigen Steilhang herab, so wie sie es vor einigen Tagen von Brad erklärt bekommen hatte. Jedoch rutscht sie dabei aus und stürzt ein paar Meter in die Tiefe. Hierbei bricht sie sich ihren linken Unterschenkelknochen und schient diesen unter enormen Schmerzen mit Stöcken. Tatsächlich gelingt es der jungen Frau, zu dem abgelegten Kanu am Seeufer zurückzufinden, und sie paddelt mit allerletzter Kraft zurück zum Parkplatz am Ausgangspunkt der Tour. Dort angekommen, bricht sie zusammen und wird von einem Mädchen einer neuen Touristengruppe entdeckt. Brad, der sich gerade um diese Touristen kümmert, eilt zu Jenn und hilft ihr.

## Produktionsnotizen
Backcountry – Gnadenlose Wildnis entstand in den letzten Monaten des Jahres 2013 an verschiedenen Drehorten im kanadischen Bundesstaat Ontario und wurde am 8. September 2014 erstmals einem Publikum im Rahmen des Toronto International Film Festivals vorgestellt. In Deutschland lief der Film nicht im Kino an, sondern wurde am 10. Juli 2015 als Blu-ray Disc und DVD herausgebracht. Deutsche Fernsehpremiere war am 26. Februar 2019 um 22 Uhr 50 auf Tele 5.

## Auszeichnungen
Der Film erhielt diverse Nominierungen für kanadische Filmpreise:
- Canadian Cinema Editors Award für Dev Singh (bester Filmschnitt)
- Canadian Screen Award für David Scott und Trina Brink (bestes Makeup)
- Rondo Hatton Classic Horror Awards: Rondo Statuette für Adam MacDonald (bester unabhängiger Film)

## Kritiken
Die Kritiken reagierten überwiegend positiv.
Das Fachblatt The Hollywood Reporter befand in seiner Ausgabe vom 8. September 2014: „Zu wissen, dass die Situationen, die der Schauspieler und Filmemacher Adam MacDonald in Backcountry erdacht hat, auf ‚wahren Ereignissen‘ beruhen, macht es nur noch erschütternder, sie auf der Leinwand anzusehen, und zwar in einer Weise, dass dies selbst dem erfahrensten Outdoor-Enthusiasten zu denken geben müsste. Solide Darbietungen von der kleinen Besetzung und eine robuste Optik werden ein klares Verkaufsplus sein, wenn das Publikum die raue Aufregung eines elementaren Überlebensfilms sucht. (…) Mit der Verwendung von fast ausschließlich Außenaufnahmen und dem Einsatz von Breitbildlinsen gelingt es MacDonald und dem Kameramann Christian Bielz, erstaunlich komplexe Sequenzen mit überwiegend natürlichem Licht zu drehen. Ihre Wiedergabe der Höhepunktszenen, in denen Jenn um ihr nacktes Überleben rennt, sind erstaunlich und verstörend realistisch in ihrer Grausamkeit, was sogar einige Outdoor-Erholungssuchende, die den Film sehen, dazu bewegen könnte, die Gefährlichkeit ihrer Aktivitäten zu überdenken.“
In Variety heißt es in der Ausgabe vom 23. März 2015: „Als Abenteuer bzw. Missgeschick in der Wildnis von überraschendem Einfallsreichtum und stumpfer Gewalteinwirkung nimmt sich das Spielfilm-Regiedebüt des kanadischen Schauspielers Adam MacDonald genüsslich Zeit, einen erschreckenden Höhepunkt und Ausgang der Geschichte zu konstruieren, die zu beschreiben beinah unmöglich sind, ohne alles auszuplaudern. Es genügt zu sagen, dass, sollten sie ein Abendessen mit diesem Film planen, sie mit dem Abendessen bis zum Filmende warten sollten. Eine feine Visitenkarte sowohl für MacDonald als auch für seine Hauptdarstellerin Missy Peregrym.“
In The Los Angeles Times nannte der Kritiker den Film „eine atmosphärische Wildnis-Horrorgeschichte“. Ferner konnte man in der Ausgabe vom 26. März 2015 lesen: „Was kann schon schief gehen, wenn sich zwei Menschen in einem Wald aufhalten? Horrorfilme, die in diese Überheblichkeit verliebt sind, haben verrückte Mörder, böswillige Außerirdische, sogar mythische Tiere vorgeschlagen. Drehbuchautor und Regisseur Adam MacDonalds moderat nervenaufreibender Wildnis-Thriller Backcountry erinnert jedoch mit grimmiger, grausiger Entschlossenheit daran, dass menschliches Versagen und pelzige, wilde, kaltblütige Natur alles ist, was man braucht, um … das Publikum ordentlich in Wallung zu bringen. (…) Christian Bielz’ kunstvolle Kameraarbeit ist ein Plus, und MacDonald weiß, wie man ein Spannungsfeuer anfacht. Backcountry bringt unweigerlich einen Blutrausch mit sich, aber der Film findet atmosphärische Wege, um zu zeigen, wie sich die idyllische Ruhe bei einem Ausflug in die Natur in einen Überlebensalptraum für die Unvorbereiteten verwandeln kann.“